# Ignatius Andreas Akhidjan

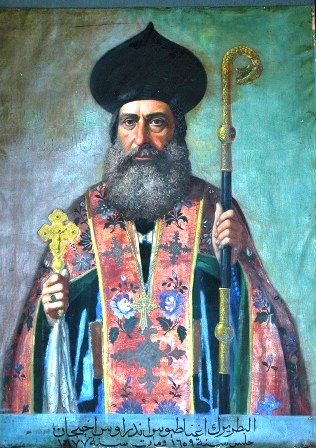
Ignatius Andreas Akhijian

Ignatius Andreas Akhidjan (* 1622 in Aleppo; † 24. Juli 1677 ebenda) war katholischer Patriarch von Antiochia der Syrer.

## Leben
Akhidjan (Aḫīğān)  Ibn Abd el-Ghal Marabi wurde in einer aus Mardin stammenden syrisch-orthodoxen Familie geboren und lernte durch Karmeliter-Missionare den Katholizismus kennen. Ab 1649 studierte er am Maronitischen Kolleg in Rom und kehrte nach drei Jahren in den Orient zurück. Dort wirkte er zunächst für einige Zeit mit Elzéar de Sanxay OFMCap in Kairo, der ihn 1649 als Missionar nach Äthiopien senden wollte. 1652 wurde er durch den Maroniten-Patriarchen Johannes IX. Bawabder zunächst zum Presbyter für die Maroniten auf Zypern und sodann am 29. Juni 1656, gefördert vom französischen Konsul François Picquet, zum syrischen Erzbischof für Aleppo ordiniert. Als solcher nahm er den Namen Andreas an. Am 9. August 1656 trat er sein Amt in Aleppo an, musste sich jedoch 1657/8 vor der syrisch-orthodoxen Opposition in den Libanon zurückziehen.  Am 28. Januar 1659 bestätigte ihn Papst Alexander VII. als syrisch-katholischen Ordinarius von Aleppo. Die katholisch gesinnte Partei erreichte am 19. April 1662 in gespaltener Wahl seine Bestellung zum syrischen Patriarchen von Antiochia mit Sitz in Aleppo. Am 3. August 1662 bestätigte Sultan Mohammed IV. ihn im Amt, Rom erst am 23. April 1663. Mit seiner Inthronisation am 20. August 1662 nahm  Akhidjan den traditionellen Patriarchennamen Ignatius an. An den Feierlichkeiten nahm auch der griechisch-orthodoxe Patriarch Makarios III. Zaim teil. In den Jahren 1663/4 kam es zu heftigen Auseinandersetzungen mit dem syrisch-orthodoxen Gegenpatriarchen Ignatius Abdul Masih I. und seinen Anhängern, doch erlangte Akhidjan bald darauf die staatliche Anerkennung als alleiniges Oberhaupt der syrischen Kirche. 1673 bis 1676 führte er einen erfolglosen Briefwechsel mit dem damaligen syrisch-orthodoxen Erzbischof Ibn al-Ġurayr von Damaskus, um ihn für die Union mit Rom zu gewinnen.
Patriarch Ignatius Andreas Akhidjan starb am 24. Juli 1677 in seiner Heimatstadt. Zu seinem katholischen Nachfolger wurde 1677 der frühere syrisch-orthodoxe Erzbischof von Jerusalem Ignatius Petrus VI. Chaahbadine (Šāhbadīn) bestellt († 1702 als Häftling in Adana).